# Fusillade de l'école de Viertola
La fusillade de l'école de Viertola est une tuerie en milieu scolaire qui s’est produite le 2 avril 2024, dans les locaux de Jokiranta de l'école secondaire de Viertola à Vantaa, en Finlande.
Sur les lieux, un enfant est décédé et deux ont été grièvement blessés.
L'agresseur et les victimes étaient des élèves de 12 ans qui fréquentaient la même classe au moment de l'incident.
Le suspect a été arrêté rapidement après l'incident à Siltamäki, Helsinki.
Il est soupçonné de meurtre et de deux chefs de tentative de meurtre.
Jokiranta Opetuspiste fait partie de l'école de Viertola.

## Contexte
Le mercredi 3 avril 2024, la police a annoncé avoir découvert que le mobile de la fusillade était du harcèlement,.
Le suspect avait été transféré dans cette école le 8 janvier 2024 après avoir déménagé dans la localité,.
L'acte semble avoir été planifié.
Le suspect n'a aucun casier judiciaire.

## Déroulement
La fusillade a eu lieu dans la salle d'enseignement général du centre éducatif Jokiranta, dans le bâtiment Paviljonki de l'école,,.
Les élèves ont été enfermés dans des salles de classe et y sont restés longtemps après l'arrestation du suspect. La police a reçu un appel concernant la fusillade vers 9 h 08 et est arrivée à l'école en neuf minutes.
L’équipe de premiers secours est arrivée vers 9 h 23.
Au total, cinq unités de premiers secours, une ambulance et une unité de gestion de premiers secours sont arrivées sur les lieux.
La police a averti les habitants du quartier d'un éventuel danger après la fusillade.
Lorsqu'il a été confronté à un passant, le suspect, une arme à la main, lui a dit de continuer et de regarder ailleurs.
La police a arrêté le suspect à Siltamäki vers 10 heures et a pris possession son arme de poing.
Vers 12h20, les mesures de protection dans les écoles et jardins d'enfants des environs ont été levées.
Selon l'article publié par Yleisradio le jour de l'incident , l'arme utilisée par le tireur présumé était une arme sous licence appartenant à un proche parent du suspect.
Le jour des faits, on ne savait pas comment l'enfant suspect avait obtenu l'arme.
Selon la police, l'arme est un revolver.

### Victimes
Un garçon de sixième année est mort sur les lieux de la fusillade et deux filles de sixième année ont été grièvement blessées.
Les blessés ont été hospitalisés au nouvel hôpital pour enfants de Meilahti,   
L'un des blessés est un citoyen finlandais et l'autre a la double nationalité finlandaise et kosovare.
Les victimes et le suspect étaient tous les trois des élèves de 12 ans de la même classe.
Une des victimes est sortie de l'hôpital le 11 avril 2024